# Hartmut Wessler
Hartmut Wessler (* 17. Juni 1965 in Mariental, Südwestafrika, heute Namibia) ist ein deutscher Kommunikationswissenschaftler.

## Leben
Er studierte an der FU Berlin und der Indiana University Bloomington Kommunikationswissenschaft, Politikwissenschaft und Soziologie. Nach einer Beschäftigung an der Universität Leipzig promovierte er von 1994 bis 1997 an der Universität Hamburg. Anschließend war er als Geschäftsführer des Studiengangs Journalisten-Weiterbildung im Journalisten-Kolleg der FU Berlin tätig. 2001 wurde er auf eine Professur für Kommunikationswissenschaft an die International University Bremen berufen. Seit 2007 ist er Professor am Institut für Medien- und Kommunikationswissenschaft der Universität Mannheim und Projektleiter am Mannheimer Zentrum für Europäische Sozialforschung (MZES).

## Schriften (Auswahl)
- als Herausgeber mit Uwe Hasebrink, Otfried Jarren und Christiane Matzen: Perspektiven der Medienkritik. Die gesellschaftliche Auseinandersetzung mit öffentlicher Kommunikation in der Mediengesellschaft. Dieter Roß zum 60. Geburtstag. Opladen 1997, ISBN 3-531-12952-X.
- Öffentlichkeit als Prozeß. Deutungsstrukturen und Deutungswandel in der deutschen Drogenberichterstattung. Opladen 1998, ISBN 3-531-13259-8.
- mit Michael Brüggemann: Transnationale Kommunikation. Eine Einführung. Wiesbaden 2007, ISBN 3-531-15008-1.
- als Herausgeber mit Stefanie Averbeck-Lietz: Grenzüberschreitende Medienkommunikation. Baden-Baden 2012, ISBN 3-8329-7395-8.